# Långträsktjärnen (Hortlax socken, Norrbotten)
Långträsktjärnen är en sjö i Piteå kommun i Norrbotten och ingår i Jävreåns huvudavrinningsområde.